# Саймон Г'юз
Саймон Генрі Ворд Г'юз (англ. Simon Henry Ward Hughes; нар. 17 травня 1951, Чешир, Англія) — британський політик. Г'юз був віце-лідером Ліберальних демократів з 2010 по 2014 рік і державним міністром з питань юстиції і громадянських свобод у Міністерстві юстиції з 2013 по 2015. Він був членом парламенту з 1983 по 2015.
До 2008 року він був президентом ліберал-демократів (президент партії проводить ряд партійних комітетів, а також представляє партію в офіційних функціях). Г'юз двічі безуспішно балотувався на посаду керівника партії і був невдалим кандидатом на посаду мера Лондона на виборах 2004 року. Він також є головою опікунів Фестивалю Темзи, вихідних подій на південному березі Темзи.
Він був призначений членом Таємної рада 15 грудня 2010.
Г'юз вивчав право у Кембриджському університеті, працював адвокатом. Він є відкритим бісексуалом. Г'юз — член Церкви Англії, живе у Лондоні.